# Camille Faucaux
Camille Faucaux is een Frans historisch merk van scooters.
De bedrijfsnaam was: Camille Faucaux Scooters, Paris.
Camille Faucaux profiteerde van de hausse in scooters aan het begin van de jaren vijftig door in 1952 lichte 65cc-modellen uit te brengen. Het aanbod was echter groter dan de vraag en in 1954 werd de productie al beëindigd.